# Castillo de Bürresheim
El castillo de Bürresheim es un castillo medieval que se encuentra cerca de Mayen en el estado federado alemán de Renania-Palatinado. Está aislado en un paisaje de montañas boscosas y arroyos. Es muy semejante al castillo de Eltz.

## Descripción

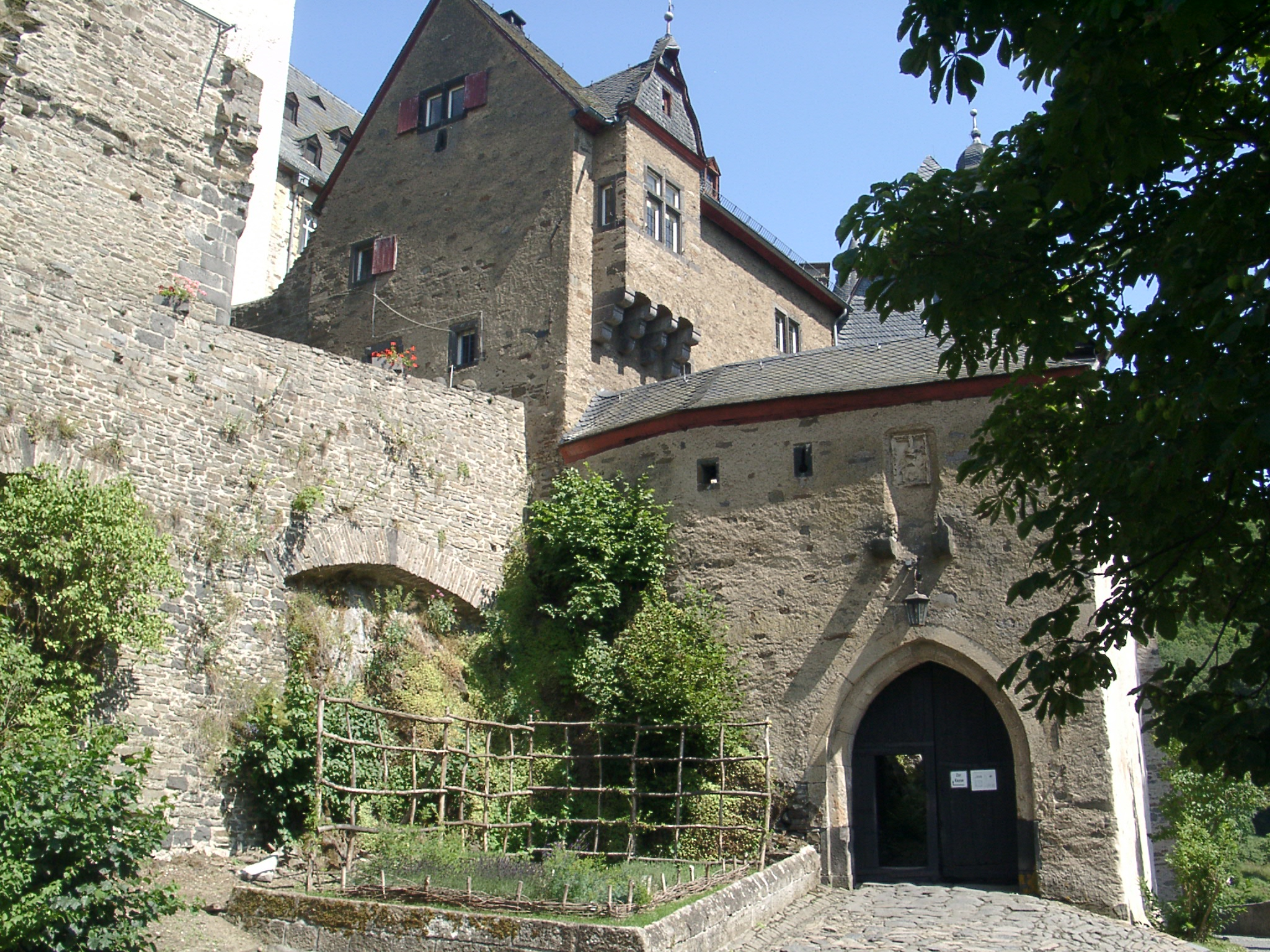
El patio interior del castillo.

Es difícil encontrar un castillo tan antiguo que no haya sido jamás conquistado ni destruido durante siglos, al contrario que la mayor parte de los castillos renanos.
Se compone de diferentes edificios, siendo el campanario uno de los primeros en ser construido. Los diferentes edificios se han ido añadiendo sucesivamente entre el siglo XII y el siglo XIII. Las armaduras, los diferentes techos cubiertos de pizarra y las torres datan del origen del edificio.
El pequeño jardín barroco que está al sur del castillo es posterior a 1700.

## Historia

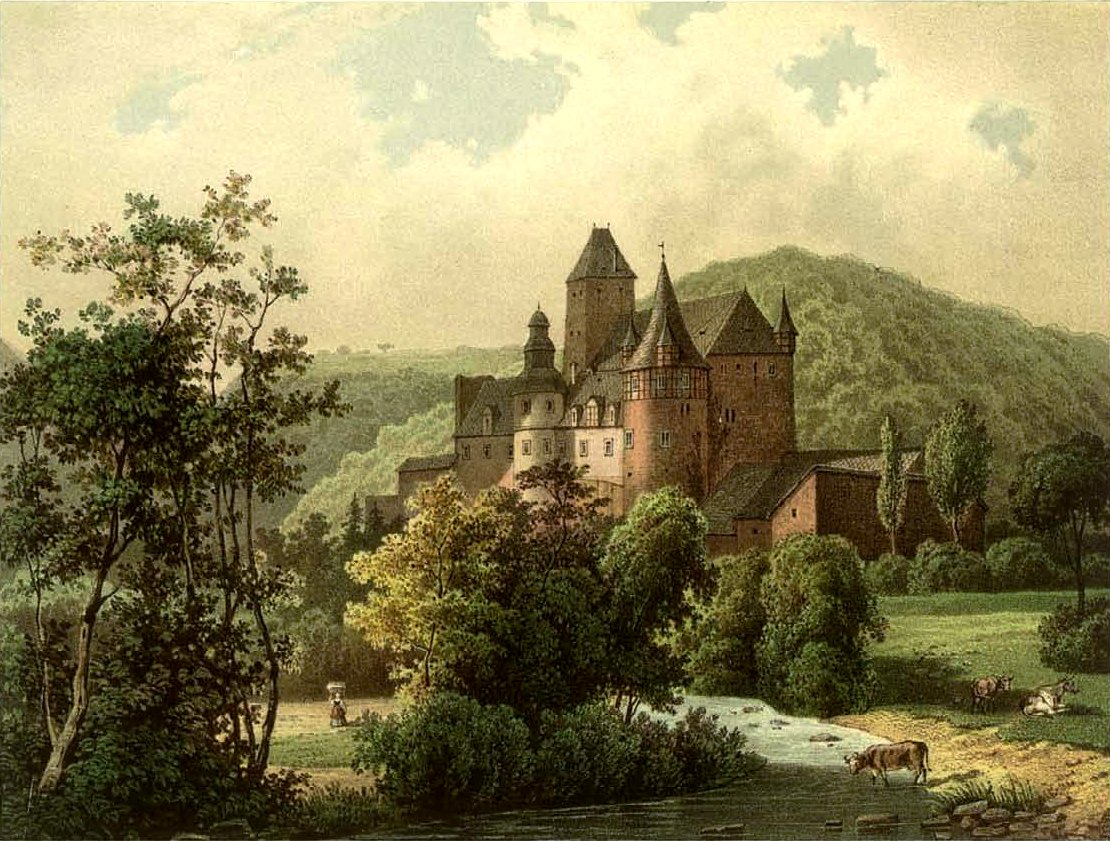
El castillo hacia 1860, colección de Alexander Duncker.

Varias familias nobles que vivieron allí durante generaciones, hasta 1938, coleccionaron numerosas piezas de mobiliario del siglo XV hasta el XIX y pinturas que muestran a las familias y a los príncipes, colección que se puede ver actualmente.
La torre del homenaje, que es la parte más antigua del conjunto, data del siglo XII. Las bases del ala este datan del siglo XIV, así como las modificaciones ulteriores que le han dado su aspecto exterior actual.
Es posible imaginar la vida rudimentaria de finales del siglo XV al contemplar las salas del castillo, que datan del fin de la Edad Media. En cada piso hay una gran sala con pilares de madera de roble, vigas y chimeneas enormes, pero más tarde aparecen piezas más agradables, confortables, divididas en varias más pequeñas.

## Cine
El castillo de Bürresheim apareció en la película de 1989 Indiana Jones y la última cruzada dirigida por Steven Spielberg. En dicho filme, el castillo se llamaba Castillo de Brunwald y estaba situado en Austria cerca de la frontera alemana.